# Pedro Castillo
Pour les articles homonymes, voir Pedro Castillo.
José Pedro Castillo Terrones, simplement dit Pedro Castillo, est un syndicaliste et homme d'État péruvien, né le 19 octobre 1969 à Puña (province de Chota). Il est président de la république du Pérou du 28 juillet 2021 au 7 décembre 2022.
Issu d'un milieu pauvre et rural, il est instituteur de profession et l'un des meneurs d'une grève nationale d'enseignants qui dure près de trois mois en 2017.
Lors de l'élection présidentielle de 2021, il se présente comme candidat de Pérou libre, un parti marxiste-léniniste qu'il rejoint sept mois avant le scrutin. Il affiche des positions de gauche radicale sur l'économie et la politique étrangère, tout en se montrant conservateur sur les sujets sociétaux. Novice en politique, il est d'abord donné très bas dans les sondages, avant de voir sa candidature décoller à quelques semaines du scrutin et de sortir en tête du premier tour. Affrontant au second tour la candidate de droite radicale Keiko Fujimori, il est élu avec 50,1 % des suffrages exprimés à l'issue de six semaines de recomptage des bulletins de vote.
En butte à l'hostilité du Parlement, d’une majorité des médias et des élites économiques, il se montre incapable de diriger un gouvernement stable et de mettre en place les réformes annoncées pendant sa campagne, telles que le changement de Constitution et la réforme agraire.
Fin 2022, en réaction au vote à venir d'une procédure de destitution à son encontre, il tente en vain un auto-coup d'État. Il est aussitôt destitué par le Parlement pour « incapacité morale » et arrêté par l'armée. Sa vice-présidente, Dina Boluarte, lui succède.

## Situation personnelle

### Origines et jeunesse
José Pedro Castillo Terrones est issu d'une famille cholo (métis péruvien). Ses parents sont des paysans pauvres et illettrés. Il est le troisième d'une famille de neuf enfants.
Il grandit dans un hameau près de Puña et doit marcher plusieurs kilomètres pour se rendre à l'école. Durant son enfance, il effectue également des travaux agricoles avec ses parents.
Dans sa jeunesse, il est un « rondero », du nom des groupes d’autodéfense de paysans luttant contre le vol de bétail et la guérilla du Sentier lumineux à partir des années 1980.

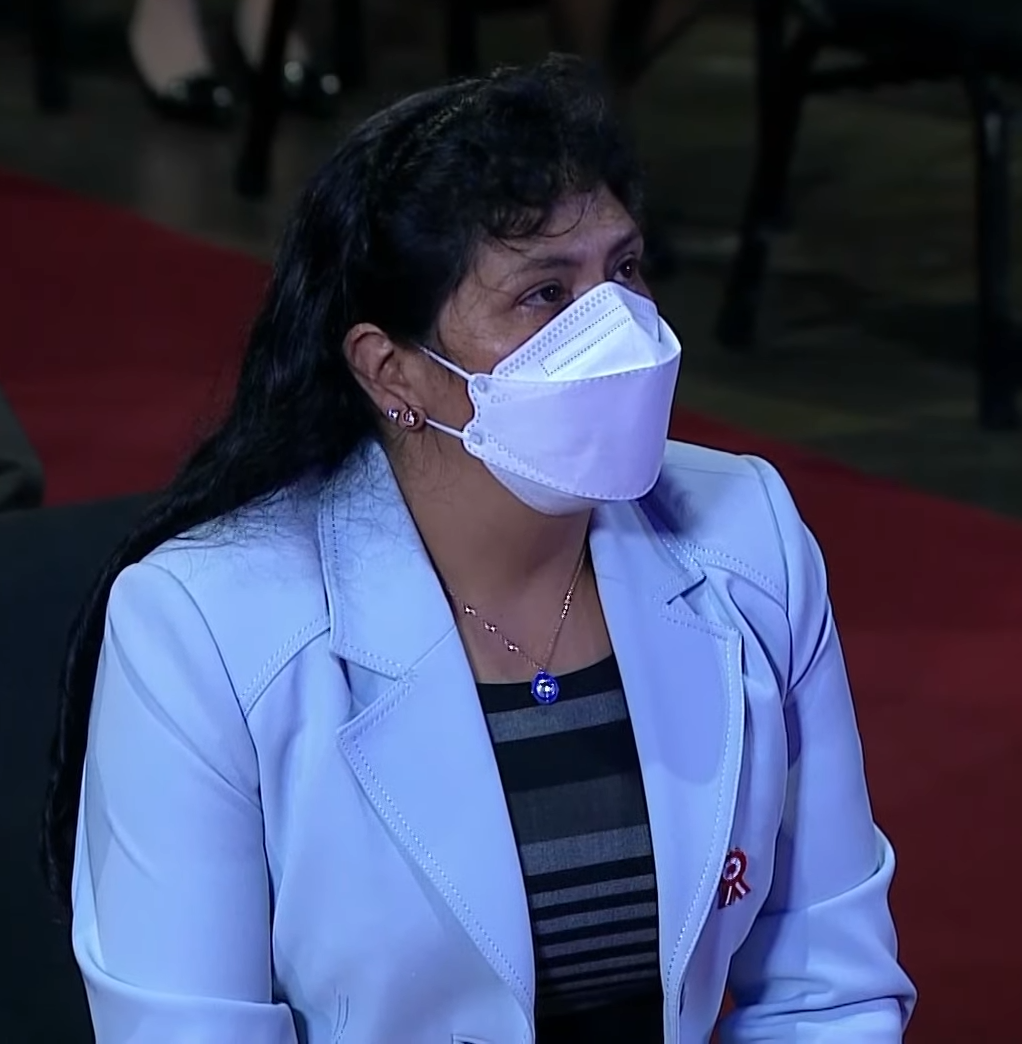
Lilia Paredes, son épouse.

En 2000, il épouse Lilia Paredes Navarro (née en 1973), avec qui il est en couple depuis qu’il est jeune adulte et avec laquelle il a deux enfants. Également d'origine paysanne, elle est enseignante et membre d'une congrégation méthodiste de l'Église du Nazaréen,.

### Carrière professionnelle
À partir de 1995, Pedro Castillo travaille comme instituteur à Puña. Il est titulaire d'une maîtrise en psychopédagogie de l'université César Vallejo.

## Engagement syndical

### Dans sa région rurale
Alors qu'il enseigne dans l’une des régions les plus pauvres du Pérou, où ses élèves sont souvent sujets à la sous-nutrition, Pedro Castillo décide de s'engager dans la lutte syndicale pour que l'éducation en milieu rural soit mieux soutenue par les autorités.

### Grève nationale de 2017
Il acquiert une notoriété nationale en 2017, lorsqu'il conduit une grève suivie pendant près de trois mois, avec un pic à plus de 200 000 enseignants pour obtenir une augmentation du budget de l'éducation. Fragilisant le président de la République, le libéral Pedro Pablo Kuczynski, le mouvement obtient partiellement gain de cause, avec notamment des hausses de salaire.

## Ascension politique

### Au sein de Pérou possible

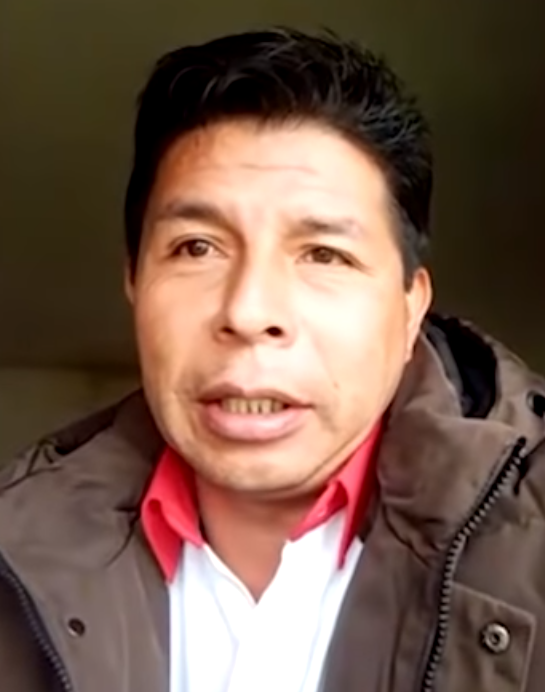
Pedro Castillo en 2020.

En 2002, Pedro Castillo se présente sous les couleurs de Pérou possible (Perú Posible, PP), parti classé au centre ou au centre gauche, pour devenir maire d’Anguía ; il est battu. À partir de 2005, il est l’un des principaux militants de Pérou possible dans la région de Cajamarca, où il réside. Il reste membre du parti jusqu’à sa dissolution en 2017, à la suite de mauvais résultats électoraux.

### Élection présidentielle de 2021
Pedro Castillo est choisi par une assemblée nationale des représentants des professeurs pour être leur candidat à l'élection présidentielle de 2021. La pandémie de Covid-19 et le manque de ressources financières les conduisent à renoncer à construire un parti politique. Approché par plusieurs petits partis, il choisit la formation de gauche radicale et d’obédience marxiste-léniniste Pérou libre (Perú Libre, PL), dont il n'est alors pas membre,. Il s'enregistre par la suite comme membre du parti le 30 septembre 2020, sept mois avant la présidentielle et quelques jours avant la date limite d’enregistrement des candidats,.
Comme colistiers pour la vice-présidence, il désigne Dina Boluarte et Vladimir Cerrón. Secrétaire général de Pérou libre, ce dernier est condamné en 2019 à quatre ans de prison pour corruption, une situation qui conduit à l'invalidation de sa candidature,. Si Pedro Castillo essaie par la suite de s'en dissocier, l'influence supposée de Cerrón revient régulièrement dans le débat,.
Durant la première partie de la campagne, inconnu de la plupart des Péruviens, Pedro Castillo est donné très bas dans les sondages et ne bénéficie que d'une très faible médiatisation. Sa campagne s’accélère à partir du mois de mars, où il franchit le seuil des 5 % d'intentions de votes.
Il fait campagne pour une réforme constitutionnelle (il estime que l'actuelle Constitution du Pérou, promulguée en 1993 sous le président Alberto Fujimori, est responsable des inégalités économiques du pays parce qu'elle consacre un modèle de libre marché), une restructuration du système des retraites et la nationalisation de l'industrie du gaz,,. Son programme s'appuie sur trois thématiques principales : la santé, l'éducation et l'agriculture, qu'il compte renforcer pour stimuler le développement du pays. Il bénéficie d'une certaine image de probité puisqu'il fait partie des huit candidats (sur dix-huit) à n’être cité dans aucune affaire dans un pays où la corruption politique est importante,.

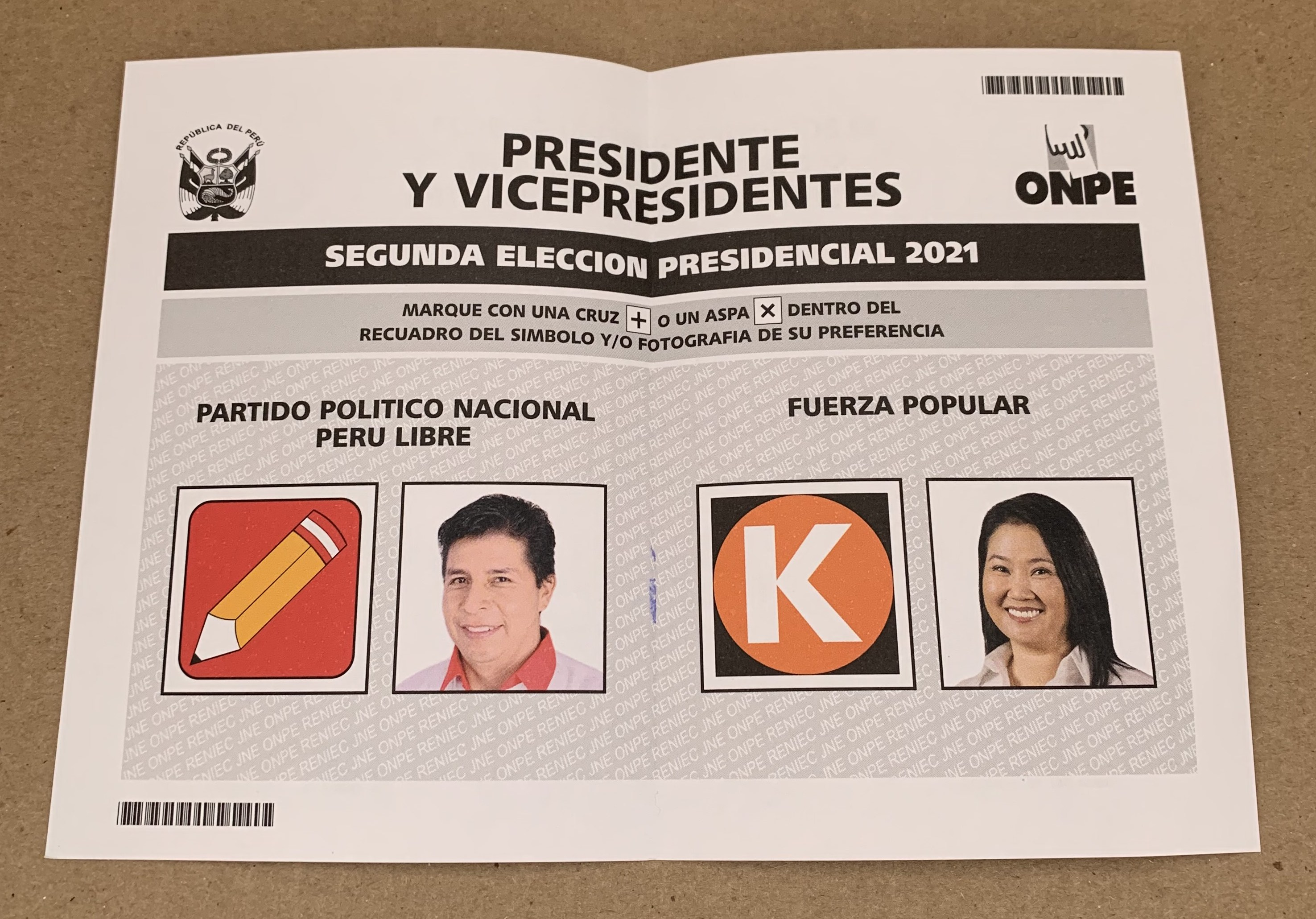
Bulletin de vote du second tour de l'élection présidentielle (6 juin 2021).

À la surprise générale, il arrive en tête du premier tour, avec 18,9 % des suffrages exprimés, réalisant ses meilleurs scores dans les régions rurales et pauvres,. Au second tour, il affronte la populiste de droite Keiko Fujimori, fille de l'ancien président autoritaire Alberto Fujimori, emprisonné pour crimes contre l'humanité et corruption. La candidature de Castillo rencontre alors l'hostilité des milieux d'affaires et de la plupart des médias péruviens,. Alors que la monnaie nationale, le sol, tombe à un niveau historiquement bas face au dollar à quelques jours du second tour, le Financial Times indique que l'élite péruvienne s'inquiète de la perspective d'une victoire de Pedro Castillo et que les plus grandes fortunes cherchent à transférer leurs économies à l'étranger et à les convertir en dollars.

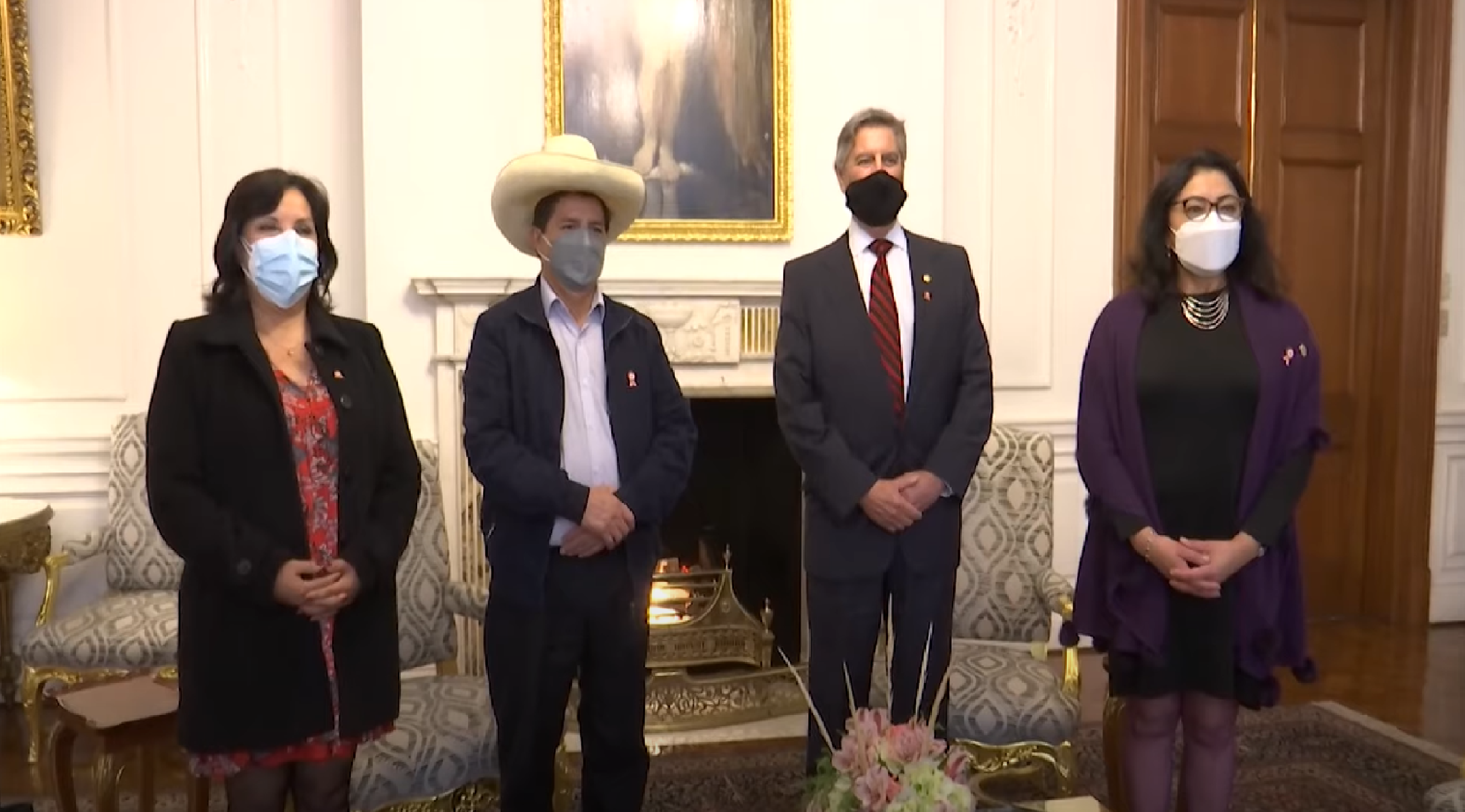
Pedro Castillo et Dina Boluarte, président et vice-présidente élus, avec Francisco Sagasti, chef de l’État sortant, et Violeta Bermúdez, présidente du Conseil des ministres sortante (Lima, 21 juillet 2021).

À l’issue de dix jours d’incertitudes, l’Organe national du processus électoral (ONPE) proclame Pedro Castillo vainqueur avec seulement 50,12 % des suffrages exprimés, soit 44 000 voix d’avance sur près de 19 millions de votants. Des allégations de fraudes portées par son adversaire de droite, qui réclame l’invalidation du scrutin, conduisent le Jury national électoral (JNE) à examiner les résultats. Les semaines qui suivent sont particulièrement tendues, alors que plusieurs centaines d'officiers à la retraite, parmi lesquels l'ancien dictateur Francisco Morales Bermúdez, appellent l'armée à empêcher l'investiture de Castillo et qu’ont lieu des manifestations anticommunistes parfois émaillées de violence ; cependant, aucun militaire actif ne prend position, la Constitution péruvienne l'interdisant. Le chef de l'armée présente toutefois sa démission trois jours après la proclamation de la victoire de Pedro Castillo. Les origines rurales « cholo » – c’est-à-dire métis d’Européen et d’Amérindien, ce qui au Pérou est stigmatisant – du président élu provoquent une vague de rejet raciste d'une partie de la population, surtout à Lima, contre les paysans amérindiens. Un partisan de Castillo est tué.
Le 19 juillet 2021, six semaines après le second tour et neuf jours avant l’investiture prévue du nouveau président, l'instance confirme les résultats et Keiko Fujimori reconnaît sa défaite. Jorge Luis Salas Arenas, président du JNE, remet les lettres de créance à Pedro Castillo le 23 juillet suivant.

## Président de la République

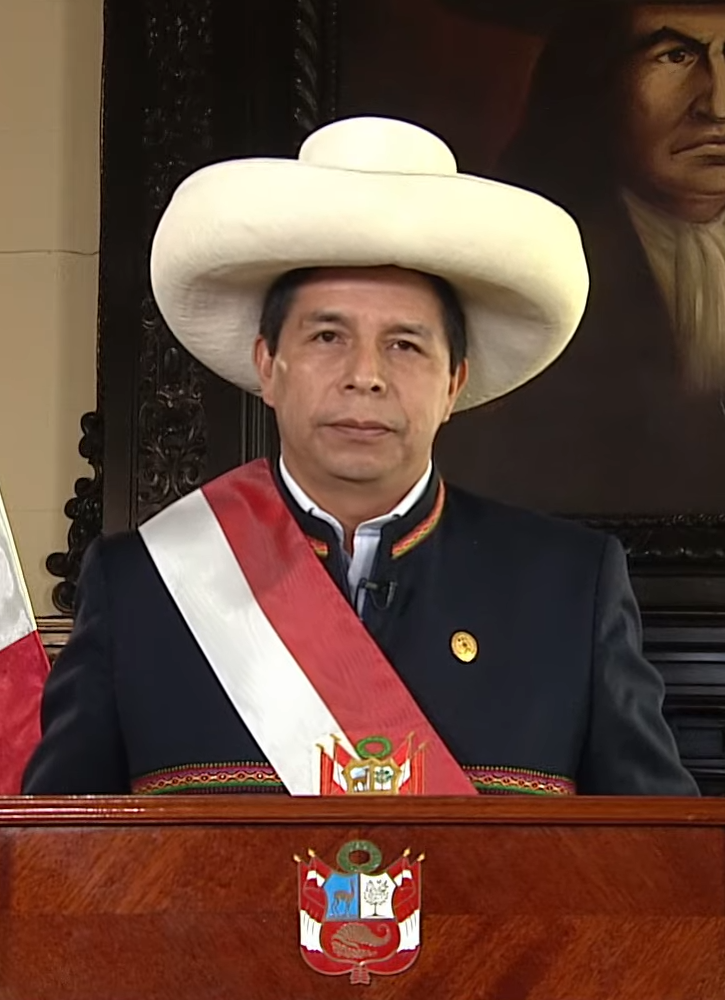
Pedro Castillo avec son chapeau de paille, devenu un symbole personnel.

### Investiture
Pedro Castillo devient président de la République le 28 juillet 2021, jour du bicentenaire de l'indépendance du Pérou. Sa cérémonie d'investiture est marquée par le refus du Congrès de laisser le président sortant, Francisco Sagasti, entrer dans son enceinte afin qu'il puisse remettre l'écharpe présidentielle à son successeur, conformément à la tradition.
Premier chef d'État péruvien sans lien avec les élites économiques et politiques du pays, Pedro Castillo promet dans son discours d'investiture d'éradiquer la corruption et renouvelle son souhait de mettre en place une nouvelle Constitution. Il s'engage à garder de la rémunération présidentielle uniquement l'équivalent de son ancien salaire d'instituteur ainsi qu’à réduire de moitié les indemnités des ministres et parlementaires,.
Pedro Castillo se fait notamment remarquer par le port d'un chapeau de paille à larges bords relevés et à haute calotte, typique des paysans de la Cajamarca, région du nord du pays où il est né et était instituteur avant d’être élu. Après l'avoir adopté comme symbole personnel au cours de la campagne électorale à l'initiative de Guido Bellido, Castillo continue ainsi de le porter pendant sa prestation de serment, puis au cours de sa présidence pendant les cérémonies officielles, les conseils des ministres, les rencontres avec les dirigeants étrangers et même à la tribune de l’ONU.

### Premier gouvernement

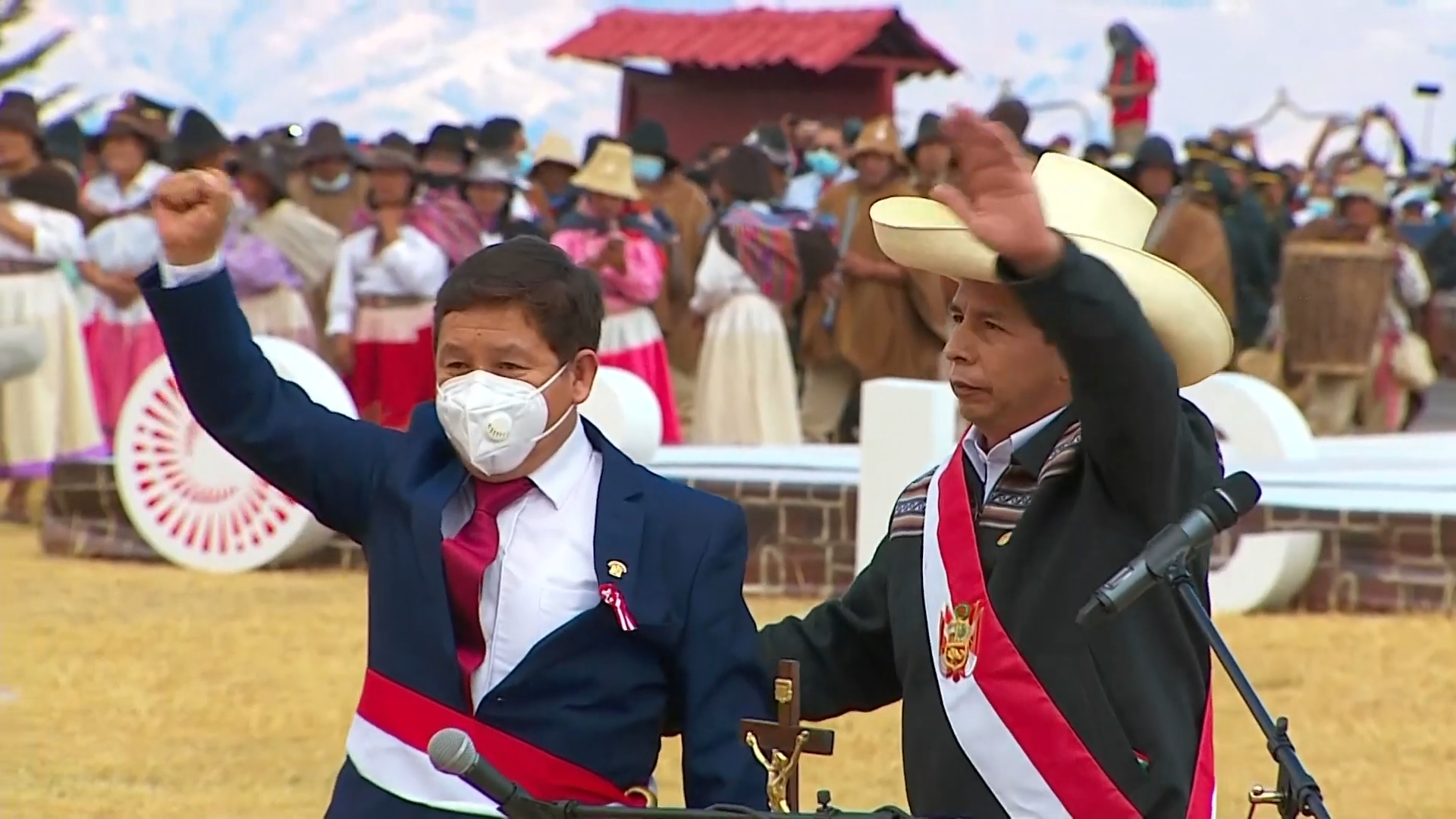
Pedro Castillo avec le président du Conseil, Guido Bellido, le 29 juillet 2021.

Le nouveau président doit composer avec un Congrès, pour lequel les élections législatives d’avril 2021 ont accordé une confortable majorité aux partis centristes, de droite et d’extrême droite.
Au lendemain de son investiture, il nomme à la présidence du Conseil des ministres Guido Bellido, un nouveau député de Pérou libre sans expérience politique, au positionnement marxiste revendiqué et à l'origine de déclarations sur le Sentier lumineux ayant conduit à l'ouverture d’une enquête judiciaire à son encontre pour apologie du terrorisme,. Le même jour, un gouvernement de dix-huit membres est formé, avec une majorité relative d'indépendants, des membres de Pérou libre, d’Ensemble pour le Pérou, du Front large et Nouveau Pérou. Dans un pays conservateur et alors que seulement deux femmes sont nommées, avec un président du Conseil ayant tenu des propos homophobes et sexistes, Anahí Durand, une féministe pro-droit à l'avortement et LGBT, devient ministre de la Femme et des Populations vulnérables. Au ministère des Affaires étrangères, le choix d’Héctor Béjar (en) fait polémique en raison de son passé de guérillero dans les années 1960 et d'une vidéo où il explique que « le terrorisme au Pérou a été lancé par la marine […], formée pour cela par la CIA », ce qui le contraint à la démission le 17 août.
D'une façon générale, ce gouvernement n'est pas jugé par la presse péruvienne de nature à rassembler après des élections particulièrement disputées et suscite la déception des centristes perçus comme de potentiels alliés de Castillo,. Alors que les cours boursiers chutent après ces annonces, Pedro Castillo procède à la nomination d’autres membres du gouvernement, dont un économiste de gauche modérée, Pedro Francke, comme ministre des Finances. Le nouveau gouvernement obtient finalement le vote de confiance du Congrès le 27 août, par 73 voix pour et 50 contre.

### Deuxième gouvernement

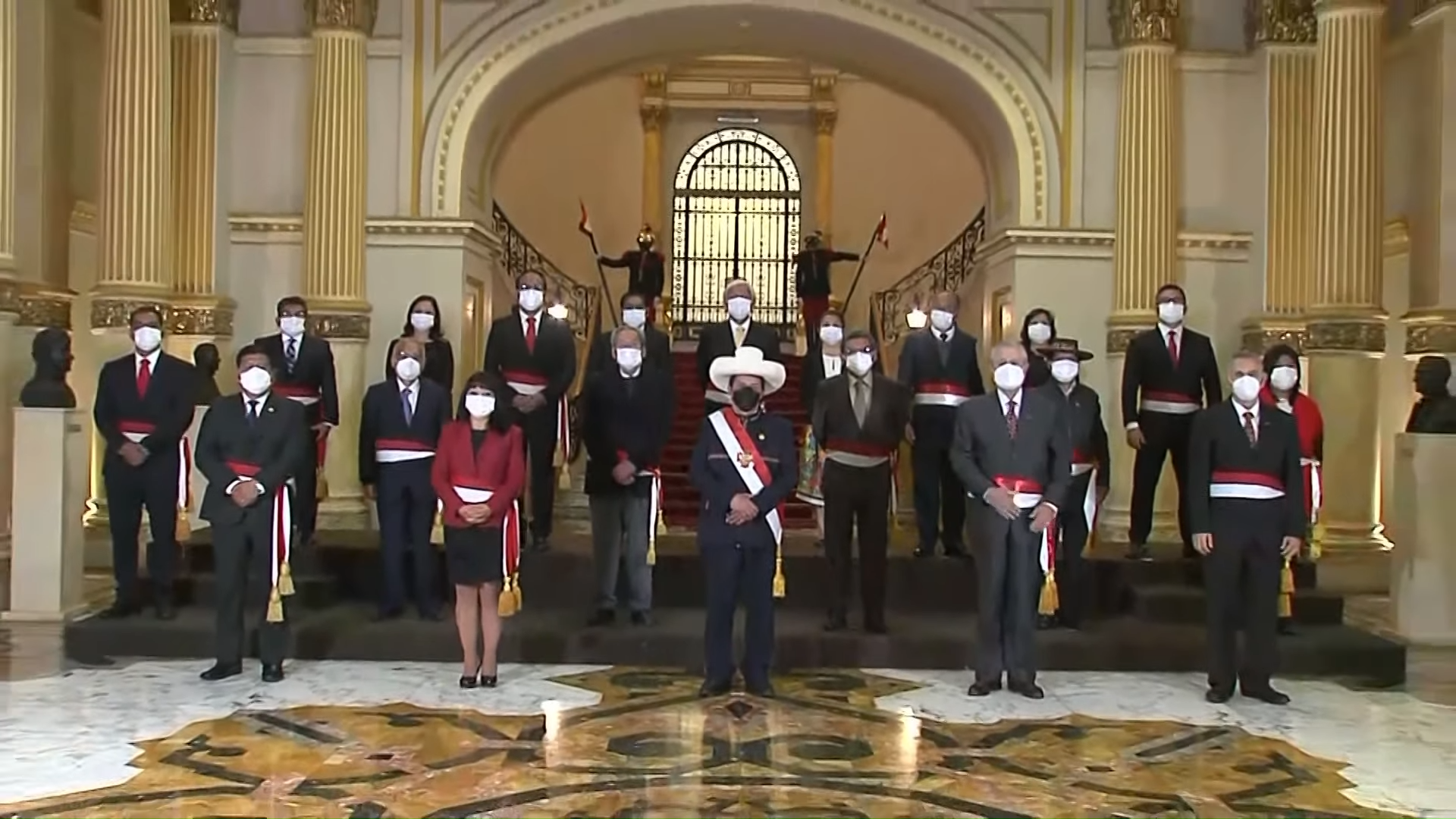
Le deuxième cabinet Castillo au palais du gouvernement du Pérou (6 octobre 2021).

Affaibli par des tensions avec le Congrès, des confrontations avec ses ministres et le président ainsi que par trois affaires judiciaires, Guido Bellido démissionne le 6 octobre 2021, deux mois seulement après sa nomination. Le même jour, Pedro Castillo le remplace par Mirtha Vásquez, ancienne présidente du Congrès par intérim et figure d’une gauche modérée. Sept nouveaux ministres sont nommés et le nombre de femmes présentes passe de deux à cinq. Avec ce nouveau gouvernement, la presse relève que le chef de l'État s'affranchit de son aile la plus à gauche, incarnée par Bellido et Vladimir Cerrón. Cette dernière retire son appui au gouvernement, « sans toutefois passer dans l’opposition », et le groupe parlementaire de Pérou libre se divise entre les députés favorables au nouveau gouvernement et les « dissidents ». Le président lance à l'occasion de ce remaniement un appel « à l'unité la plus large pour atteindre des objectifs communs », faisant notamment référence à la relance économique. « Il est temps de placer le Pérou au-dessus de toute idéologie et des positions de partis isolés », ajoute-t-il.
Le site El Foco divulgue en octobre 2021 des enregistrements révélant que les dirigeants de l'organisation patronale Société nationale des industries et des responsables politiques ont envisagé diverses actions, dont la paralysie du secteur des transports pour le mois de novembre 2021, afin de déstabiliser le gouvernement et favoriser le départ du président Pedro Castillo.

### Troisième et quatrième gouvernements
La formation d'un troisième gouvernement Castillo intervient en raison de la démission de Mirtha Vásquez le 31 janvier 2022, à la suite d'une crise quant au choix du successeur du ministre de l’Intérieur, démissionnaire ; la présidente du Conseil sortante invoque un « problème structurel de corruption » au sein de différentes branches de l’État, dont en particulier la police, et l'impossibilité d'obtenir un consensus, le président refusant de destituer le commandant général de la police,. Cette démission provoque une crise politique. Le Parti violet, un parti centriste-clé pour Pedro Castillo, menace de demander la démission du président de la République si le gouvernement nommé ne lui convient pas,, tandis que la 3e vice-présidente du Congrès, Patricia Chirinos (En avant pays), annonce le dépôt d'une motion de défiance envers le chef de l’État pour « corruption évidente de son gouvernement ».
Le 1er février, Héctor Valer, issu de la droite, est nommé président du Conseil, ce qui amplifie la crise politique. Le 3 février, il est révélé qu'il fait l’objet de deux plaintes pour violences (déposées en 2016 par sa femme et sa fille, pour lesquelles un tribunal a accordé une protection en 2017) ; l'intéressé nie les faits. La majorité des groupes parlementaires annonce alors ne pas vouloir voter la confiance au président du Conseil,. Le 4 février, Pérou libre décide également ne pas accorder la confiance à Héctor Valer. Dans le même temps, une rupture intervient entre Pedro Castillo et Nouveau Pérou en raison notamment de la non-reconduction de la ministre de la Femme et des Populations vulnérables, Anahí Durand, et du ministre de l’Économie, Pedro Francke, tous deux remplacés par des personnalités plus conservatrices ; la dirigeante du parti, Verónika Mendoza, dénonce un tournant idéologique à droite qui ne correspond pas aux promesses électorales du président,.
Malgré l'ampleur de la crise politique, Héctor Valer annonce avoir choisi de se rendre au Congrès le 5 février pour demander un vote de confiance. Mais la présidente du Congrès, Maricarmen Alva, refuse la tenue d'un vote pour le lendemain sans concertation des groupes parlementaires. Face à la crise, Pedro Castillo prononce un discours le jour même — au moment où se tient une manifestation exigeant la démission du président du Conseil —, annonçant un remaniement et une recomposition du gouvernement,.
|  |

Finalement, Héctor Valer présente sa démission le 5 février. Après trois jours de suspens et différentes consultations, Pedro Castillo annonce son gouvernement le 7 février. Aníbal Torres, ministre de la Justice depuis juillet 2021 et avocat de Castillo durant la crise postélectorale, est nommé président du Conseil. Aníbal Torres est un avocat de centre gauche qui forme un gouvernement modéré comprenant la plupart des ministres de la précédente administration. Parmi les nouvelles nominations apparaissent la militante féministe Diana Miloslavich au ministère de la Femme et le scientifique nucléaire Modesto Montoya à l'Environnement. Aníbal Torres présente sa démission le 4 aout 2022 pour raisons personnelles.
En février 2022, sur les conseils du « coach » en leadership et en développement personnel, Saul Alanya, Castillo cesse de porter son chapeau de paille.
Le 30 juin 2022, il annonce quitter le parti Pérou libre en réponse à une accusation de la part du comité politique du parti de provoquer des dissensions dans ses rangs, et de poursuivre une politique en désaccord avec les promesses et le programme du parti au cours de la campagne de 2021,.

### Mesures économiques
Lors de l'entrée en fonction de Castillo, le Pérou doit faire face à une importante crise économique et apparaît comme l'un des pays les plus touchés par la pandémie de Covid-19.

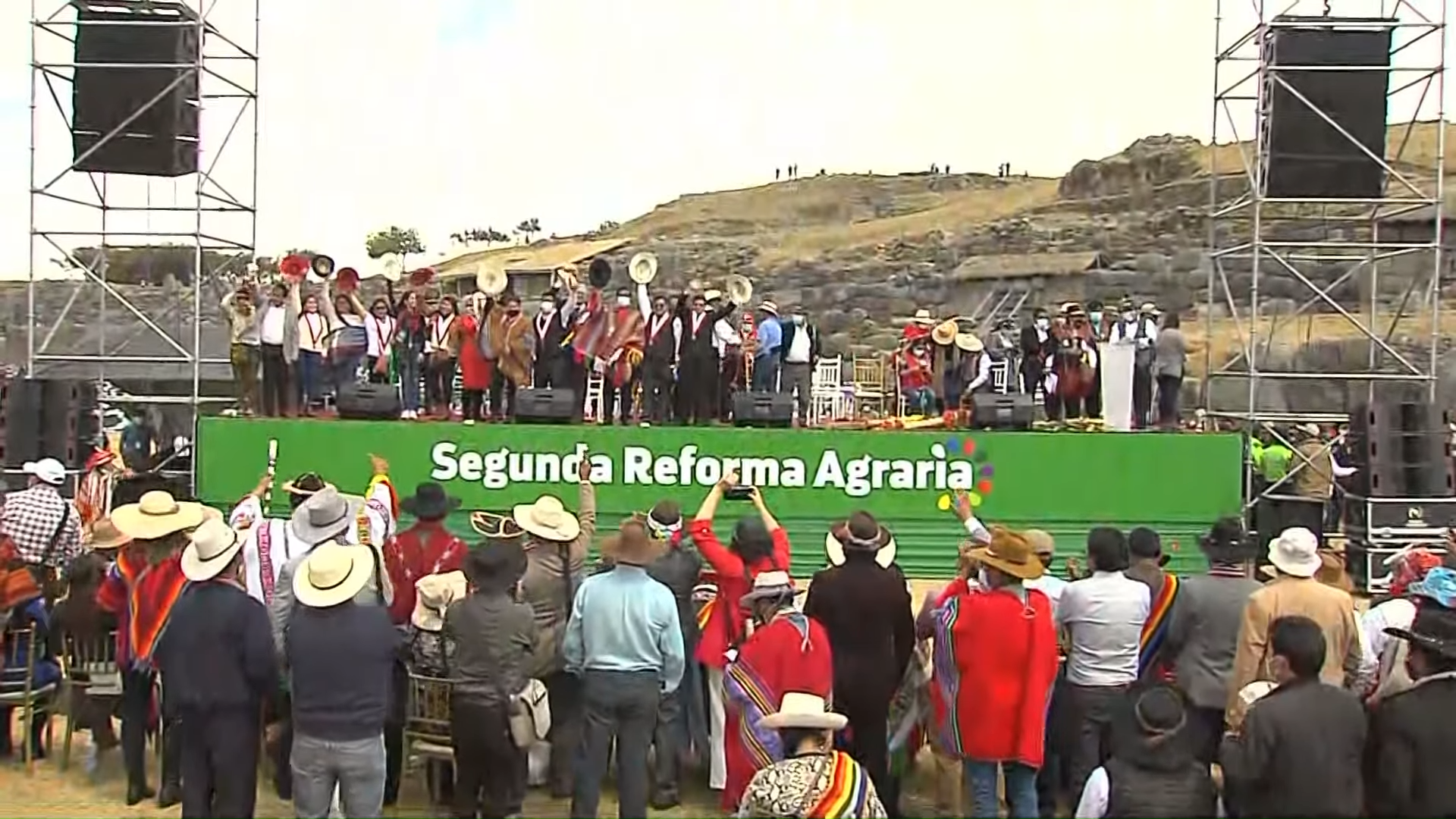
Pedro Castillo annonçant le lancement de sa réforme agraire (Cuzco, 3 octobre 2021).

Comme annoncé durant sa campagne, il lance en octobre 2021 une réforme agraire, qu'il promet sans expropriations. Celle-ci prévoit un plan d’industrialisation en faveur des paysans pour promouvoir le développement de l'agriculture, et entend proposer aux paysans pauvres un accès plus équitable aux marchés. Il fait ces annonces un 3 octobre, date du coup d'État en 1968 du général nationaliste de gauche Juan Velasco Alvarado contre le président Fernando Belaúnde.
En novembre 2021, il annonce une augmentation du salaire minimum de 930 à 1 000 sols (soit 223 à 250 dollars), la vente de l'avion présidentiel acquis en 1995, ou encore l’interdiction pour tout fonctionnaire de voyager en première classe dans le cadre de voyages officiels.
Face à la crise alimentaire (50 % des Péruviens ne mangent pas à leur faim), il met en place une aide alimentaire d’urgence pour plus de quatre millions de Péruviens parmi les plus pauvres et tente d'introduire un contrôle des prix.
Son programme fiscal et sa réforme agraire sont restés lettre morte en raison de l'opposition du Parlement. L'absence de réformes due au conflit constant entre les pouvoirs exécutifs et législatifs conduit à une forte impopularité tant du président (31 % d'opinions positives en décembre 2022) que du Congrès (10 %) selon les sondages.

### Relations internationales
Dans son discours d'investiture à la présidence, Pedro Castillo dénonce la colonisation du Pérou. Il tient cette période pour responsable d'une grande partie des problèmes contemporains du pays, dont un « système de castes et de discrimination », et fait un jeu de mots en critiquant les « multiples felipillos » venus aider les colonisateurs alors que Felipe VI, roi d’Espagne, se trouve dans la salle,.
En septembre 2021, il rétablit les relations diplomatiques avec la République arabe sahraouie démocratique, suspendues en 1996 sous la présidence d'Alberto Fujimori. Pour justifier cette décision relative à un État non reconnu par la majeure partie de la communauté internationale et revendiqué par le Maroc, le gouvernement péruvien invoque le « principe d’autodétermination des peuples ».
Le Congrès lui interdit de se rendre en Colombie pour l'investiture du nouveau président Gustavo Petro prévue le 7 août 2022. Selon la législation péruvienne, le président doit avoir l'autorisation du Congrès à chaque fois qu'il veut se rendre à l'étranger. Il se voit également par la suite interdire de se déplacer au Vatican pour rencontrer le pape François, en Thaïlande pour le sommet de la Coopération économique pour l’Asie-Pacifique ou encore, fin novembre 2022, au Mexique pour une réunion de l’Alliance du Pacifique.

### Tentatives de destitution
Les tensions avec le Congrès, dominé par des partis conservateurs, sont particulièrement vives. Celui-ci approuve une loi d’interprétation de la Constitution qui restreint la possibilité pour l’Exécutif de dissoudre le Parlement, alors que ce dernier conserve le droit de destituer le président. En décembre 2021, le Congrès vote une loi en vertu de laquelle un référendum visant à convoquer une Assemblée constituante, l'une des promesses phares de Pedro Castillo pendant l'élection présidentielle, ne pourra se tenir sans une réforme constitutionnelle préalablement approuvée par le Parlement. Lors d'une visite au Parlement espagnol, la présidente du Congrès péruvien María del Carmen Alva demande aux députés du Parti populaire d'approuver une déclaration affirmant que « le Pérou a été capturé par le communisme et que Pedro Castillo est un président dépourvu de toute légitimité ».
Un vote sur l’ouverture d’une procédure de destitution de Castillo pour « incapacité morale » est convoqué au Parlement en décembre 2021 mais il ne parvient pas à atteindre le seuil nécessaire de voix pour initier la procédure. La Constitution péruvienne autorise la destitution du président pour « incapacité morale ou physique permanente ». Si cette disposition vise théoriquement à retirer du pouvoir une personne souffrant d’une maladie mentale l’empêchant de remplir ses fonctions, elle n’a jamais été clairement définie et a été détournée par les députés pour destituer des présidents.
Castillo échappe une première fois à la destitution le 28 mars 2022, la motion n'étant votée que par 55 députés alors que 87 étaient nécessaires. Une lobbyste l'accuse d'avoir demandé des pots-de-vin à des entreprises lors d'un appel d'offres pour la construction d'un pont, ce qui a permis au Parlement d'enclencher une procédure de destitution pour « incapacité morale » le 14 mars 2022. « Des ficelles qui ressemblent à celles de la déstabilisation », estime Arthur Morenas, chargé d'enseignement et de recherche à Sciences Po Strasbourg interrogé par RFI, qui rappelle que les accusations « reposent sur la parole d’une seule personne qui a financé la campagne de Keiko Fujimori en 2016 ». Le jour même du vote sur la destitution, la justice a émis onze mandats d'arrêts, dont trois contre deux neveux du président et un autre contre l'ancien secrétaire général de la présidence de la République.
Le 11 novembre 2022, la sous-commission des accusations constitutionnelles du Congrès l’accuse de « trahison de la patrie ». Il lui est reproché d'avoir, lors d'un congrès syndical à La Paz en 2018, soit quelques années avant son élection, déclaré que le Pérou « pourrait faciliter un accès à la mer à la Bolivie ». La procédure de destitution est toutefois abandonnée le 23 novembre à la demande du Tribunal constitutionnel, celui-ci jugeant irrecevable l'accusation de trahison.

### Manifestations de 2022
Une série de manifestations se déroulent dans tout le Pérou à partir du 28 mars 2022 pour dénoncer l'inflation et protester contre le gouvernement du président Pedro Castillo. Les manifestations interviennent directement après l'échec de la tentative de destitution du président Castillo, dans un contexte de hausse de l'inflation et des prix du gaz résultant des sanctions internationales contre la Russie à la suite de l'invasion russe de l'Ukraine en 2022.
Pedro Castillo annonce des mesures sociales, dont une réduction de la TVA pour la vente d’aliments de base et une augmentation de 10 % du salaire minimum. Mais face au caractère non immédiat et limité de ces mesures – la plupart des travailleurs au Pérou exercent dans le secteur informel –, les grévistes décident de poursuivre le mouvement. Les violences policières et les affrontements font six morts et des dizaines de blessés. Les médias nationaux demandent la démission du président.

### Tentative d'auto-coup d'État de décembre 2022 et destitution
L'ouverture d'une troisième procédure de destitution est approuvée par le Congrès le 2 décembre 2022. La procédure est admise avec 73 voix pour, 32 contre et 6 abstentions. Sur les voix pour, toutes viennent de la droite hormis 4 voix de députés de Pérou libre, dont un autre député s'abstient.
Le 7 décembre 2022, la matinée avant l'examen par le Congrès de cette motion de destitution, Pedro Castillo annonce la dissolution du Congrès, la création d'un gouvernement d'urgence exceptionnel, prévoit des élections anticipées et la création d'une assemblée constituante pour définir une nouvelle constitution, promesse phare de sa campagne présidentielle de 2021,. La constitution péruvienne permet au président de la République « de dissoudre le Congrès s'il a censuré ou refusé sa confiance » par deux fois. Or, au 7 décembre 2022, une seule motion de confiance avait été refusée, le 11 novembre précédent, et la constitutionnalité de sa procédure était remise en cause. La décision de Castillo de dissoudre le Congrès est par conséquent jugée inconstitutionnelle,. La Constitution ne permet pas non plus au président de convoquer une assemblée constituante, de « suspendre et réorganiser » le pouvoir judiciaire, ou de gouverner par décrets-lois.
Dans l'heure suivant la déclaration du président de la République, douze ministres de son gouvernement puis la présidente du Conseil, Betssy Chávez, annoncent leur démission. La vice-présidente de la République, Dina Boluarte, se prononce peu après contre l'« auto-coup d'État ».
A 12 h 19, heure locale, le troisième vice-président du Congrès, Alejandro Muñante, annonce l'avancement de l'examen de la motion à 12 h 30 (au lieu de 15 heures). Lors de l'examen de la motion de destitution, 101 membres du Congrès votent en faveur de la destitution de Pedro Castillo. Dina Boluarte devient automatiquement présidente de la République pour la durée restante du mandat de Castillo.
La politologue péruvienne Patricia Zarate raconte : « Il avait tous les moyens d'échapper à la destitution par le Parlement. Finalement, il s'est trouvé obligé de fuir par une porte dérobée du palais présidentiel avec son épouse et ses enfants, sans même pouvoir obtenir une escorte policière. Il a été arrêté alors qu'il était bloqué dans sa voiture au milieu des embouteillages des rues de Lima ».
Au niveau international, les États-Unis reconnaissent immédiatement la destitution de Pedro Castillo : « Nous saluons les institutions péruviennes et les autorités civiles pour avoir garanti la stabilité démocratique et nous continuerons de soutenir le Pérou et son gouvernement d'union que la présidente Boluarte a promis de former ». La nouvelle présidente est également soutenue par l'Union européenne, qui salue son désir de « renforcer l'État de droit et les institutions démocratiques au Pérou ». Au contraire, l’ex-président bolivien Evo Morales, lui-même renversé en 2019, dénonce une « guerre hybride menée en Amérique latine (…) pour persécuter, accuser et évincer les dirigeants qui défendent le peuple et affrontent les politiques néolibérales (qui génèrent) la faim ». Le président élu du Brésil, Luiz Inacio Lula da Silva, trouve pour sa part « toujours regrettable qu’un président démocratiquement élu subisse un tel sort », tout en indiquant que sa destitution a été « menée dans le cadre constitutionnel ». Le président du Mexique, Andrés Manuel López Obrador, estime que Pedro Castillo a été victime des « élites économiques et politiques » du Pérou.

## Incarcération après la présidence

### Arrestation et inculpation
Aussitôt après sa destitution, le parquet péruvien annonce l'arrestation de Pedro Castillo. Il est inculpé pour « rébellion » et « conspiration ». Il demande alors l'asile politique au Mexique. Invoquant un risque de fuite, la Cour suprême prolonge sa détention de 18 mois le 15 décembre.
Alors que le Pérou traverse une grave crise politique et sociale, la justice péruvienne annonce, le 9 mars 2023, porter à 36 mois la durée de sa détention préventive.

### Manifestations meurtrières
De nombreuses manifestations éclatent après sa destitution, des manifestants réclamant sa libération,. Dans un climat de forte polarisation, le présentateur d'un journal télévisé va jusqu'à demander à un chef de la police pourquoi ne pas « mettre une balle dans la tête des manifestants ». Selon un sondage cité par La Republica, 60 % des Péruviens justifient les manifestations.
Pour Patricia Zárate, « c’est une triste fin » pour un président ayant incarné, lors de son élection, « un espoir de changement pour des millions de Péruviens qui avaient le sentiment qu’il allait mettre fin à leur sentiment d’abandon par l’État dans un pays très centraliste » et aux inégalités sociales très marquées. Cependant, d'après l'universitaire Jorge Aragón « en réalité, le gouvernement Castillo s'est caractérisé par un manque de politiques. Aucun progrès significatif n'a été fait pour améliorer les conditions des plus pauvres, ou mieux répartir les richesses dans le pays. Comment pouvait-on mettre en œuvre des politiques gouvernementales si les ministres changeaient tous les trois jours ? ».
Pour certains observateurs de la vie politique péruvienne, la chute de Pedro Castillo avant le terme de son mandat en 2026 semblait inéluctable tant le Congrès se montrait déterminé à obtenir sa destitution. En moyenne, l’opposition parlementaire a proposé des motions de censure tous les quatre mois, dont trois ont été soumises à un vote du Parlement. Ainsi, souligne Lissell Quiroz, professeure d’études latino-américaines à l’université de Cergy-Paris, « c’est presque une surprise qu’il ait tenu aussi longtemps face au front permanent emmené à la fois par les médias et la bourgeoisie. Au Parlement, les conservateurs ont déployé pendant dix-sept mois tous les outils législatifs et administratifs, dont déjà deux autres tentatives de destitution, pour faire entrave et empêcher Pedro Castillo d’appliquer son programme »,.
En janvier 2024, le ministère public requiert à l'encontre de Pedro Castillo une peine de 34 ans de prison pour les délits de « rébellion, abus d'autorité et grave perturbation de la tranquillité publique ».

### Autres enquêtes le visant
Début décembre 2022, Pedro Castillo est visé par six enquêtes pour corruption, ouvertes par la procureure Patricia Benavides (en). Celle-ci déclarait le mois précédent : « Il existe des preuves sérieuses de l'existence présumée d'une organisation criminelle au sein du palais présidentiel ayant pour objectif de capter, contrôler et diriger des processus de marchés afin d'obtenir des gains illicites ». Le 8 décembre 2022, s'y ajoute une enquête pour rébellion. 
Les accusations de corruption visant Pedro Castillo sont affaiblies avec la destitution de la procureure Patricia Benavides en décembre 2023. Celle-ci est suspectée d’être à la tête d’une organisation criminelle et d’un réseau de trafic d’influence, notamment au sein du Congrès, d'avoir diligenté des enquêtes à des fins politiques et démis des magistrats chargés d’enquêter sur des affaires de corruption.

## Prises de position

### Questions économiques et sociales
Pedro Castillo est classé à gauche ou à l'extrême gauche sur l'économie et la politique étrangère. Il tient un discours socialiste et populiste, réclamant en particulier de fortes hausses des budgets de l'éducation et de la santé. Il propose aux Péruviens une expérience culturelle qui serait semblable à une révolution, avec des normes de consommation devant améliorer leurs « habitudes décentes » (buenas costumbres)[source insuffisante].
Il affirme vouloir revoir les contrats des compagnies minières, les accusant de « pillages », afin de retenir dans le pays 70 % des revenus générés par les projets miniers et gaziers pour œuvrer à une meilleure redistribution des bénéfices. Il exclut toutefois leur nationalisation, et s'engage ainsi à défendre les intérêts des entreprises privées péruviennes.

### Sujets sociétaux

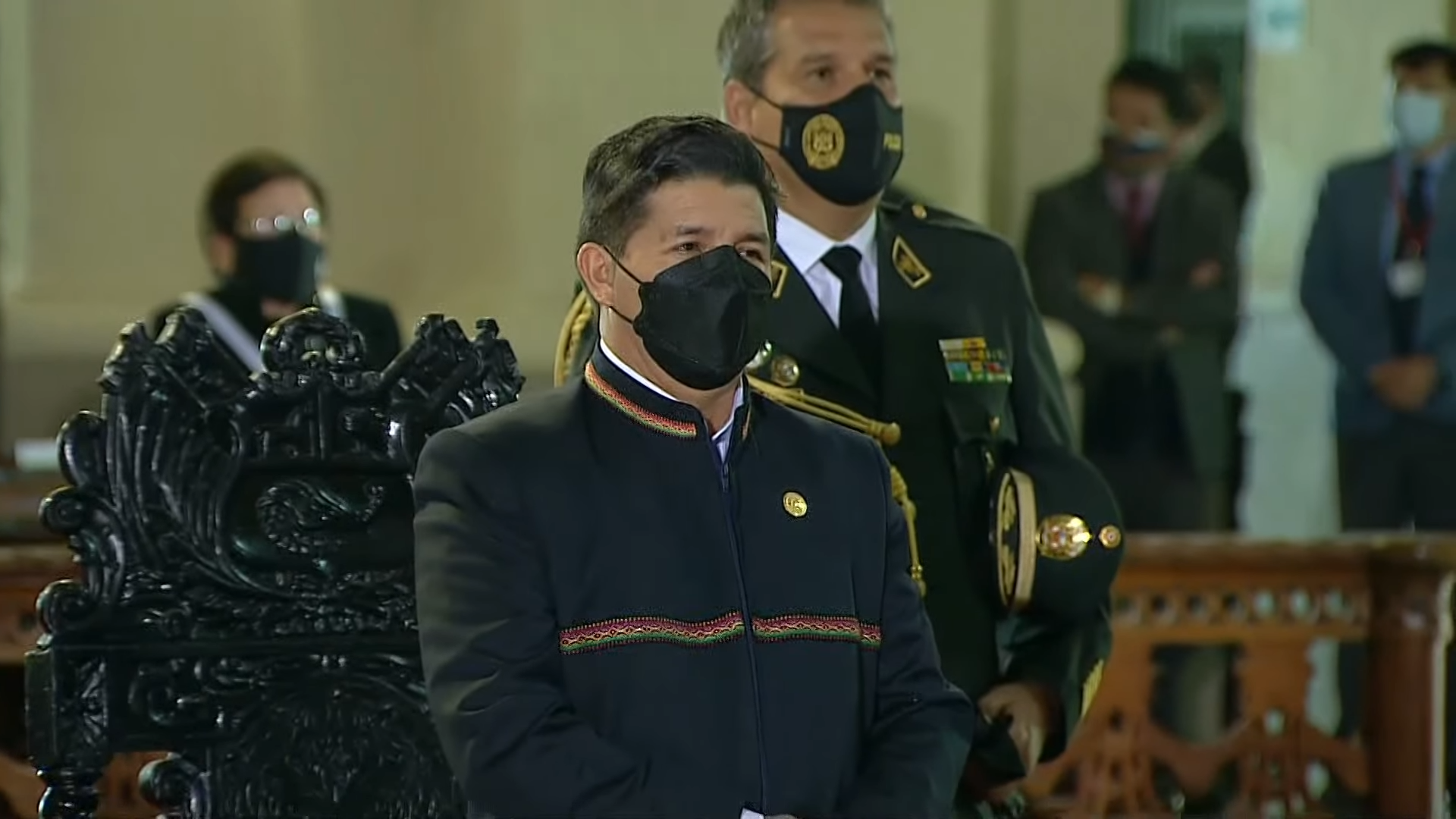
Le président Castillo assistant à une messe en hommage à Rose de Lima en la cathédrale Saint-Jean de Lima, le 31 août 2021.

Catholique conservateur, Pedro Castillo est considéré comme de droite sur les questions sociétales. Il exprime son opposition au mariage homosexuel, à l'euthanasie, à la légalisation du cannabis ainsi qu'à « l'approche du genre » dans l’éducation,. Il a l’habitude de citer des passages bibliques pour justifier son conservatisme sur les sujets de société. Alors que son programme présidentiel, rédigé par Pérou libre, prévoit la dépénalisation de l'avortement, il fait savoir qu’il y est hostile à titre personnel et que cette question devra être tranchée par les parlementaires.
Il se prononce pour le retrait du Pérou de la Convention américaine relative aux droits de l'homme afin de pouvoir rétablir la peine de mort dans le pays. Durant la campagne présidentielle de 2021, il promet de gracier Antauro Humala, un militaire ethnocacériste emprisonné à la suite d'un soulèvement armé conduit en 2005 afin de renverser le pouvoir en place (Andahuaylazo) et pour lequel il est reconnu coupable du meurtre de policiers (quatre policiers et deux rebelles étant tués).
Hostile à l'immigration, il promet en 2021 d'expulser sans délai les migrants illégaux qui commettraient des crimes au Pérou,. Il défend l'idée que la société civile doit pouvoir s'armer et appelle à étendre le modèle de « justice à la rondera » à tout le Pérou,. Il propose également de transformer les prisons en ateliers dans lesquels les détenus travailleraient pour assumer leur entretien.

### Institutions
Il propose de faire élire une Assemblée constituante pour remplacer la Constitution de 1993, héritée du régime d'Alberto Fujimori, le texte étant selon lui excessivement favorable à l'économie de marché,. Il indique qu'il dissoudra la Cour constitutionnelle si celle-ci s’oppose à son projet de changement de Constitution.

### Politique étrangère

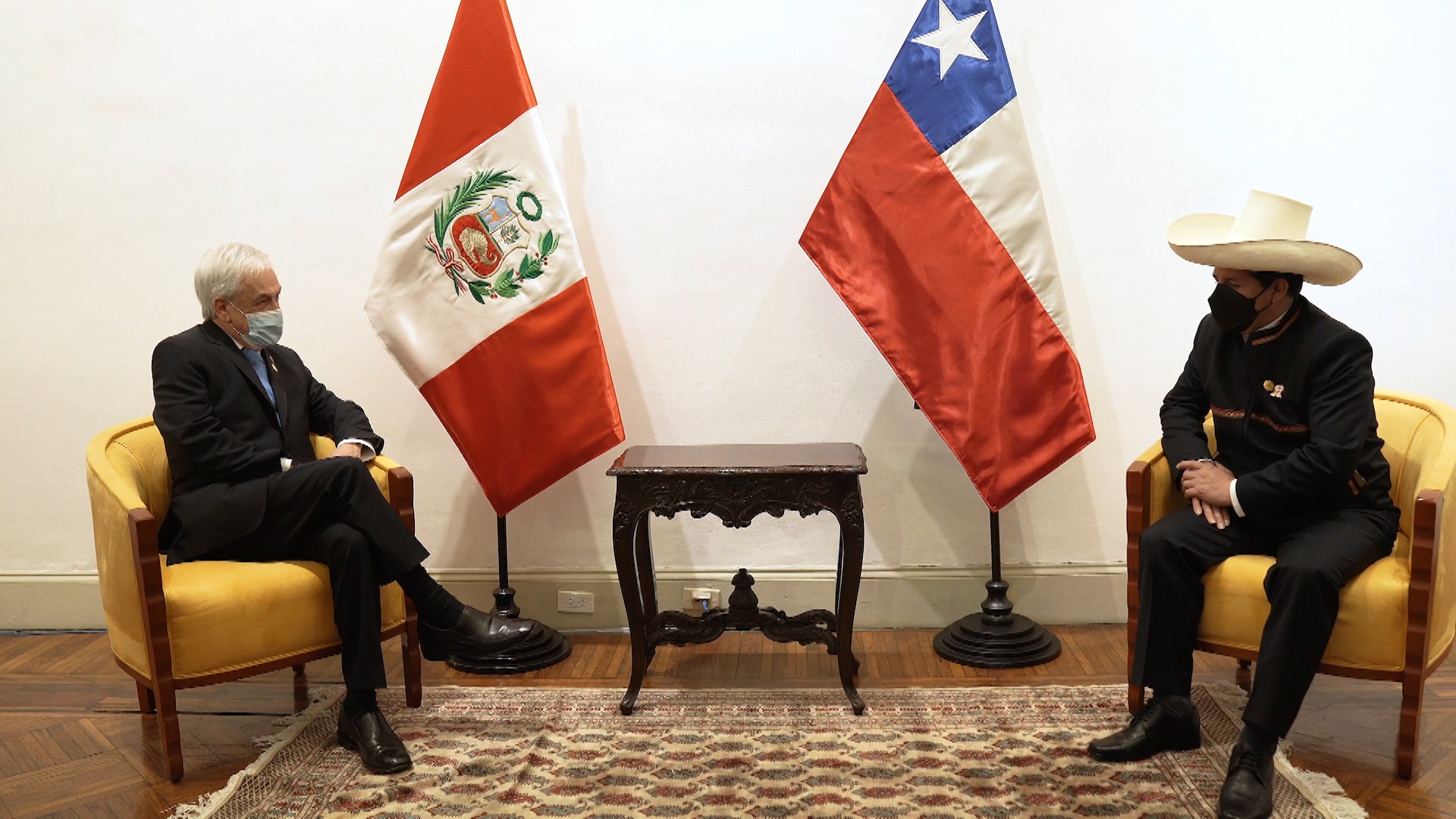
Pedro Castillo rencontrant le président de la république du Chili, Sebastián Piñera, le jour de son investiture à la tête du Pérou.

Les analystes comparent parfois Pedro Castillo à Evo Morales, ancien président de la Bolivie. Il considère que le régime dirigé par Nicolás Maduro au Venezuela constitue un gouvernement démocratique et non une dictature, et estime qu'il revient aux Vénézuéliens eux-mêmes de résoudre les problèmes de leur pays, sans ingérence étrangère ; ce soutien au régime de Maduro est minoritaire au sein de la gauche péruvienne,.

### Relations avec le Movadef
Pendant la grève des enseignants de 2017, il est accusé par le ministre de l'Intérieur Carlos Basombrio d'être lié au Movadef (Mouvement pour l'amnistie et les droits fondamentaux), généralement considéré comme la branche politique du Sentier lumineux et comme terroriste par le gouvernement péruvien,. Il participe en 2020 à des réunions virtuelles avec des membres de l'organisation pour évoquer son expérience syndicale. Lui-même dément cependant avoir des liens avec le Movadef et indique avoir appartenu à une ronde paysanne visant à empêcher les incursions de la guérilla dans les villages,.